# Сіяч (видавництво)
«Сіяч» — видавниче товариство в Черкасах на Київщині. У 1917—1918 роках видало низку творів красного письменства (П. Гулака-Артемовського, Є. Гребінки, Б. Грінченка, А. Кащенка, Г. Коваленка, І. Нечуя-Левицького, І. Манжури, С. Черкасенка, І. Франка та ін.) і підручників для початкових шкіл.